# Ceasul Yo-kai
Ceasul Yo-kai (în engleză Yo-kai Watch) este un serial anime pentru copii ce se bazează pe seria de jocuri video cu același nume, creată de către Level-5. Serialul s-a difuzat prima dată pe 8 ianuarie 2014 pe TX Network și pe celelalte canale asociate. Dublajul în limba engleză a fost făcut de Dentsu Entertainment USA și a fost difuzat l-a început pe Disney XD pe 5 octombrie 2015, iar pe Disney Channel pe 18 decembrie 2015 în Statele Unite. În Canada s-a difuzat pe Teletoon pe 10 octombrie 2015 iar în Australia pe 9Go! în data de 14 decembrie 2015. Fiecare episod are mai multe părți.
În Europa acest serial a început să se difuzeze în 2016 să se difuzeze pe toate canalele Cartoon Network din întreaga lume, inclusiv în România unde a început pe 7 mai 2016.

## Premis
Yo-kai sunt creaturi invizibile care se fac vinovate de problemele de zi cu zi ale oamenilor. Oricine renunță la prietenia cu ei poate scăpa de orice problemă. Dar doar Nate este capabil să le identifice și să le urmărească, cu ajutorul ceasului Yo-kai, pe care l-a descoperit într-o zi, pe când căuta insecte în pădure. Nate și prietenii lui pornesc într-o aventură în jurul orașului, în căutarea celui mai de temut Yo-kai, care este responsabil de o mulțime de probleme teribile.

## Personaje
- Nate - Nate locuiește în Sakura New Town și după ce îl întâlnește pe Whisper, se înscrie în Yo-kai Watch, fapt ce îi permite să întâlnească și alți Yo-kai.
- Whisper - Whisper este un Yo-kai care a apărut dintr-o veche mașinărie și care o urmează pe Keita peste tot. Este zadarnic, dar și fermecător, în același timp.
- Jibanyan - Jibanyan este o pisică-Yo-kai care are capacitatea de a se transforma în orice obiect pe care l-a întâlnit măcar o singură dată în viața sa. Cardurile speciale pe care le are pot provoca blesteme tuturor persoanelor care îndrăznesc să le atingă, dar, cu toate acestea, efectele sunt limitate la câteva lucruri banale.
- Shogunyan - Shogunyan este un Yo-kai legendar și, totodată, strâmoșul lui Jibanyan. Shogunyan era un luptător samurai foarte popular.
- Komasan - Komasan este un leu-câine Yo-kai care o ia la fugă atunci când se plictisește să stea de pază. Acum el se plimbă prin orașul Sakura căutând o casă nouă.
- Komajiro - Komajiro este un leu-câine Yo-kai galben și, totodată, fratele mai mic al lui Komasan.
- Blazion - Blazion este un leu Yo-kai și regele fiarelor. El are capacitatea de a motiva oamenii.
- Walkappa - Walkappa are întotdeauna o sticlă de plastic, din care curge apă la nesfârșit.

## Episoade
NOTĂ: Episoadele 12, 27 și 71 nu a fost difuzate în România datorită conținutului neadecvat.
|              | Premiera   | N/o | Titlu român | Titlu englez                                               |
| ------------ | ---------- | --- | --- | ---------------------------------------------------------- |
|              |            | | |                                                            |
| PRIMUL SEZON |            | | |                                                            |
|              |            | | |                                                            |
|              | 07.05.2016 | 01 | Există Yo-kai/Intersecția bântuită                                                                                | Yo-kai is real!/The Spooky Intersection                    |
|              |            | | |                                                            |
|              | 08.05.2016 | 02 | Un Yo-kai acvatic De ce ai spus asta!? Secretul lui Katie                                                         | The One in the Water Why Did You Say That!? Katie’s Secret |
| 14.05.2016   | 03         | Un Yo-kai rar de tot Yo-kai Manjimutt Vine Roughraff Manjimutt 2                                                       | The Rare One Yo-kai Manjimutt Here Comes Roughraff Manjimutt 2                                                    |                                                            |
| 15.05.2016   | 04         | Medallium Bunicul pofticios Wazzat Manjimutt: Partea a 3-a                                                             | Yo-kai Medallium Yo-kai Hungramps Yo-kai Wazzat Manjimutt Part 3                                                  |                                                            |
| 21.05.2016   | 05         | Manjimutt: Partea a 4-a Iluzionistul Exorsism                                                                          | Manjimutt: Part 4 Yo-kai Illoo Let’s Exorcise!                                                                    |                                                            |
| 01.08.2016   | 06         | Manjimutt: Partea a 5-a Yo-kai Blazion Yo-kai Negatibuzz Petrecerea de somn                                            | Manjimutt: Part 5 Yo-kai Blazion Yo-kai Negatibuzz The Sleepover                                                  |                                                            |
| 22.05.2016   | 07         | Manjimutt: Partea a 6-a Iată-l pe Komasan! Nosirs                                                                      | Manjimutt: Part 6 Here’s Komasan! Yo-kai Nosirs                                                                   |                                                            |
| 28.05.2016   | 08         | Manjimutt: Partea a 7-a Yo-kai Fidgephant Yo-kai Hidabat                                                               | Manjimutt: Part 7 Yo-kai Fidgephant Yo-kai Hidabat                                                                |                                                            |
| 29.05.2016   | 09         | Komasan: Aici e Komajiro Yo-kai Cadin Robonyan activat!                                                                | Komasan In the City: Here’s Komajiro Yo-kai Cadin Robonyan Activate!                                              |                                                            |
| 11.06.2016   | 10         | Komasan: Viața citadină Yo-kai Buhu Legenda lui Shogunyan                                                              | Komasan In the City: Urban Living Yo-kai Buhu The Legend of Shogunyan                                             |                                                            |
| 12.06.2016   | 11         | Komasan: Ușa automată Yo-kai Spenp Yo-kai Noway Manjimutt: Marea evadare canină                                        | Komasan In the City: The Turnstile Yo-kai Spenp Yo-kai Noway Manjimutt: The Great Dog Escape: Catch & Release     |                                                            |
| *            | 12         | * | Komasan In The City: Ear Warmers Yo-kai Cheeksqueek Manjimutt: The Great Dog Escape: Part 1                       |                                                            |
| 18.06.2016   | 13         | Komasan: Buget redus Yo-kai Chatalie Dansatorii Yo-kai Manjimutt: Marea evadare canină: Episodul 2                     | Komasan In The City: Low Budget Vittles Yo-kai Chatalie Yo-kai Dancers Manjimutt: The Great Dog Escape: Episode 2 |                                                            |
| 02.08.2016   | 14         | Komasan în oraș: Podeaua magică Yo-kai Dazzabel și Yo-kai Dimmy Manjimutt: Marea evadare canină: Episodul 3            | Komasan in the City: The Magic Floor Yo-kai Dazzabel & Yo-kai Dimmy Manjimutt: The Great Dog Escape: Episode 3    |                                                            |
| 03.08.2016   | 15         | Komasan în oraș: DJKJ Yo-kai Sproink Yo-kai Babblong Manjimutt: Marea evadare canină: Episodul 4                       | Komasan in the City: DJKJ Yo-kai Sproink Yo-kai Babblong Manjimutt: The Great Dog Escape: Episode 4               |                                                            |
| 04.08.2016   | 16         | Yo-kai Peppillon Komasan la oraș: Fratele meu cel cool Manjimutt: Marea evadare canină: Episodul 5                     | Yo-kai Peppillon Komasan in the City: My Cool Brother Manjimutt: The Great Dog Escape: Episode 5                  |                                                            |
| 05.08.2016   | 17         | Komasan: În ascensiune! - Episodul 1 Yo-kai Cynake Yo-kai Rockabelly Manjimutt: Marea evadare canină: Episodul 6       | Komasan: Movin' On Up! Episode 1 Yo-kai Cynake Yo-kai Rockabelly Manjimutt: The Great Dog Escape: Episode 6       |                                                            |
| 08.08.2016   | 18         | Kyubi: Operațiunea inima frântă Yo-kai Gargaros Komasan: În ascensiune! - Episodul 2                                   | Kyubi: Operation Heartbreak Yo-kai Gargaros Komasan: Movin' On Up! Episode 2                                      |                                                            |
| 09.08.2016   | 19         | Komasan: În ascensiune! - Episodul 3 Yo-kai Baku Kyubi: Operațiunea parcul de distracții                               | Komasan: Movin' On Up! Episode 3 Yo-kai Baku Kyubi: Operation Amusement Park                                      |                                                            |
| 10.08.2016   | 20         | Legenda lui Dandoodle Komasan: În ascensiune! - Episodul 4                                                             | The Legend of Dandoodle Komasan: Movin' On Up! Episode 4                                                          |                                                            |
| 11.08.2016   | 21         | Yo-kai D'wanna Yo-kai Insomni Komasan îndrăgostit: Episodul 1                                                          | Yo-kai D'wanna Yo-kai Insomni Komasan in Love Episode 1                                                           |                                                            |
| 12.08.2016   | 22         | Komasan îndrăgostit: Episodul 2 Yo-kai Duchoo Yo-kai Ake și Payn                                                       | Komasan in Love Episode 2 Yo-kai Duchoo Yo-kai Ake & Payn                                                         |                                                            |
| 15.08.2016   | 23         | Komasan îndrăgostit: Episodul 3 Yo-kai Grubsnitch Yo-kai B3-NK1                                                        | Komasan in Love Episode 3 Yo-kai Grubsnitch Yo-kai B3-NK1                                                         |                                                            |
| 16.08.2016   | 24         | Komasan îndrăgostit: Episodul 4 Yo-kai Tengloom Cel autentic                                                           | Komasan in Love Episode 4 Yo-kai Tengloom The Real One                                                            |                                                            |
| 17.08.2016   | 25         | Secretul lui Jibanyan                                                                                                  | Jibanyan's Secret                                                                                                 |                                                            |
| 18.08.2016   | 26         | Yo-kai Espy Yo-kai Peckpocket Komasan îndrăgostit: Episodul 5                                                          | Yo-kai Espy Yo-kai Peckpocket Komasan in Love Episode 5                                                           |                                                            |
| *            | 27         | * | The New Yo-kai Watch The Unboxing                                                                                 |                                                            |
| 15.05.2017   | 28         | Clasicii Yo-kai Exorsism (din nou) Oare sunt chiar așa grozavi?                                                        | Here Come the Classic Yo-kai Let's Exorcise (Again!) Are They Really Cool?                                        |                                                            |
| 16.05.2017   | 29         | Secția Springdale: Ocupantul răuvoitor Yo-kai Swelton Yo-kai Brokenbella                                               | Springdale Five-Yo: Episode 1 - The Unwilling Occupant Yo-kai Swelton Yo-kai Brokenbella                          |                                                            |
| 17.05.2017   | 30         | Secția Springdale: Răscumpărarea Yo-kai Pandle Yo-kai So-Sorree                                                        | Springdale Five-Yo: Episode 2 - The Ransom Yo-kai Pandle Yo-kai So-Sorree                                         |                                                            |
| 18.05.2017   | 31         | Spre vest! | Westward Yo! |                                                            |
| 19.05.2017   | 32         | Secția Springdale: Interogatoriul Yo-kai Lie-in Heart Marea confruntare dintre Yo-kai                                  | Springdale Five-Yo: Episode 3 - The Interrogation Room Yo-kai Lie-in Heart Cool Yo-kai Showdown!                  |                                                            |
| 22.05.2017   | 33         | Secția Springdale: Vegherea Yo-kai Papa Windbag Care din ei e cel adevărat?                                            | Springdale Five-Yo Episode 4 - The Stakeout Yo-kai Papa Windbag Which One Is Real?                                |                                                            |
| 23.05.2017   | 34         | Secția Springdale: Agitația Yo-kai Yoodooit Yo-kai Enerfly                                                             | Springdale Five-Yo: Episode 5 - Shake a Tail Yo-kai Yoodooit Yo-kai Enerfly                                       |                                                            |
| 24.05.2017   | 35         | VFA Titanicii din Caraibe Yo-kai Cricky                                                                                | Springdale Five-Yo: Episode 6 - Prime Suspect Titanics of the Caribbean Yo-kai Cricky                             |                                                            |
| 26.05.2017   | 36         | VFA Sergent Burly Yo-kai Heheheel                                                                                      | Springdale Five-Yo: Episode 7 - Imminent Danger Removal Sgt. Burly Yo-kai Heheheel                                |                                                            |
| 29.05.2017   | 37         | Succes în fitnolimpiadă Secția Springdale: Finala Prânzul Gourmet de la Școală                                         | Fitno-Failure Springdale Five-Yo: The Finale Gourmet School Lunch: Preview                                        |                                                            |
| 30.05.2017   | 38         | Războiul gustărilor Yo-kai Verygoodsir Prânzul Gourmet de la Școală: Tocăniță                                          | Snack Wars Yo-kai Verygoodsir Gourmet School Lunch: Meal 1 Stew!                                                  |                                                            |
| 31.05.2017   | 39         | Prânzul Gourmet de la Școală: Budincă Yo-kai Failian Yo-kai Spoilerina                                                 | Gourmet School Lunch: Meal 2 Pudding! Yo-kai Failian Yo-kai Spoilerina                                            |                                                            |
| 01.06.2017   | 40         | Top 10 cei mai buni Yo-kai Yo-kai Count Zapaway Prânzul Gourmet la Școală: Ștrudel                                     | Yo-kai Top 10 Yo-kai Count Zapaway Gourmet School Lunch: Meal 3 Cruller!                                          |                                                            |
| 02.06.2017   | 41         | Prânzul Gourmet la Școală: Pui prăjit Yo-kai Shmoopie Yo-kai Yoink                                                     | Gourmet School Lunch: Meal 4 Fried Chicken! Yo-kai Shmoopie Yo-kai Yoink                                          |                                                            |
| 07.06.2017   | 42         | Oroarea lui Dracunyan                                                                                                  | Horror of Dracunyan                                                                                               |                                                            |
| 06.06.2017   | 43         | Profesorul Vacant și hanul misterios                                                                                   | Professor Vacant and the Mysterious Mansion                                                                       |                                                            |
| 05.06.2017   | 44         | Ora Domnului Crabbycat: Lecția 1 Yo-kai Mimikin Yo-kai Snottle                                                         | Hangin' With Mr. Crabbycat: Lesson 1 Yo-kai Mimikin Yo-kai Snottle                                                |                                                            |
| 08.06.2017   | 45         | Ora Domnului Crabbycat: Lecția 2 Orice răceală vine cu Thornyan Yo-kai Sandmeh                                         | Hangin' With Mr. Crabbycat: Lesson 2 Every Cold Has Its Thorn(yan) Yo-kai Sandmeh                                 |                                                            |
| 09.06.2017   | 46         | Ora Domnului Crabbycat: Lecția 3 Yo-kai Supoor Hero Legenda lui Poofessor                                              | Hangin' With Mr. CrabbyCat: Lesson 3 Yo-Kai Supoor Hero Legend of Poofessor                                       |                                                            |
| 12.06.2017   | 47         | Trecutul secret al lui Whisper                                                                                         | Whisper's Secret Past                                                                                             |                                                            |
| 13.06.2017   | 48         | Ora Domnului Crabbycat: Lecția 4 Tableta Yo-kai pierdută Carnetele de note Yo-kai                                      | Hangin' With Mr. Crabbycat: Lesson 4 The Missing Yo-kai Pad Yo-Kai Report Cards!                                  |                                                            |
| 14.06.2017   | 49         | Un Crăciun foarte fericit Koma-ciun Yo-kai Ol' Saint Trick                                                             | A Very Christmas The Koma-Santa Clause Yo-Kai Ol' Saint Trick                                                     |                                                            |
| 15.06.2017   | 50         | Ora Domnului Crabbycat: Lecția 5 Războiul de curățenie casnică Răzbunarea lui Venoct: Căutarea                         | Hangin' With Mr. Crabbycat: Lesson 5 The Adams House: The House Cleaning War! Venoct's Revenge 1: The Search      |                                                            |
| 09.09.2017   | 51         | Răzbunarea lui Venoct: Tabăra inamicilor Yo-kai Pandanoko Yo-kai Cutta-nah                                             | Venoct's Revenge 2: Enemy Camp Yo-kai Pandanoko Yo-kai Cutta-nah                                                  |                                                            |
| 20.08.2017   | 52         | Răzbunarea lui Venoct: Armata răului Yo-kai Drizzelda și Ray O'Light Yo-kai Jumbelina                                  | Venoct's Revenge 3: The Army of Evil Yo-kai Drizzelda and Ray O'Light Yo-kai Jumbelina                            |                                                            |
| 26.08.2017   | 53         | Răzbunarea lui Venoct: Rubeus J Yo-kai Dromp                                                                           | Venoct's Revenge 4: Rubeus J Yo-kai Dromp                                                                         |                                                            |
| 27.08.2017   | 54         | Teatrul de vise al bunicii: Actul I Yo-kai Gutsy Bones Yo-kai Furdinand                                                | Old Lady Dream Theater: Act I Yo-kai Gutsy Bones Yo-kai Furdinand                                                 |                                                            |
| 19.08.2017   | 55         | Teatrul de vise al bunicii: Actul II Iubire sau ciocolată                                                              | Old Lady Dream Theater: Act II For Love or Chocolate                                                              |                                                            |
| 03.09.2017   | 56         | Teatrul de vise al bunicii: Actul III Yo-kai Wantston Yo-kai Pupsicle                                                  | Old Lady Dream Theater: Act III Yo-kai Wantston Yo-kai Pupsicle                                                   |                                                            |
| 07.10.2017   | 57         | Teatrul de vise al bunicii: Actul IV Yo-kai Daiz Yo-kai Cap n Crash                                                    | Old Lady Dream Theater: Act IV Yo-kai Daiz Yo-kai Cap n Crash                                                     |                                                            |
| 24.09.2017   | 58         | Yo-kai Gimme Yo-kai Tublappa Căpitanul Komasan                                                                         | Yo-kai Gimme Yo-kai Tublappa Kaptain Komasan!                                                                     |                                                            |
| 02.09.2017   | 59         | Căpitanul Komasan și Monstrul din Loch Ness Yo-kai Master Oden Yo-kai Suspicioni                                       | Kaptain Komasan and the Mess at Loch Ness Yo-kai Master Oden Yo-kai Suspicioni                                    |                                                            |
| 08.10.2017   | 60         | Căpitanul Komasan și Omul peșterilor Viața mizerabilă a Toilettei Yo-kai Copperled                                     | Kaptain Komasan and the Kaveman The Disturbing Life of Toiletta Yo-kai Copperled                                  |                                                            |
| 23.09.2017   | 61         | Căpitanul Komasan: Extraterestrul Yo-kai Enduriphant Yo-kai Wydeawake                                                  | Kaptain Komasan and the Alien Yo-kai Enduriphant Yo-kai Wydeawake                                                 |                                                            |
| 10.09.2017   | 62         | Căpitanul Komasan și omul pește Burly Blasters Yo-kai Infour                                                           | Kaptain Komasan and the Merman Burly Blasters Yo-kai Infour                                                       |                                                            |
| 30.09.2017   | 63         | Căpitanul Komasan și comoara îngropată Yo-kai April Fools Yo-kai Snartle                                               | Kaptain Komasan and the Buried Treasure Yo-kai April Fools Yo-kai Snartle                                         |                                                            |
| 01.10.2017   | 64         | Căpitanul Komasan și Yeti-ul Yo-kai Bruff Yo-kai Dummkap                                                               | Kaptain Komasan and the Yeti Yo-kai Bruff Yo-kai Dummkap                                                          |                                                            |
| 06.01.2018   | 65         | Căpitanul Komasan: Ultimul episod VFA                                                                                  | Kaptain Komasan and the Surprise Ending Sour Milk?                                                                |                                                            |
| 07.01.2018   | 66         | Agitatul Gnomey Yo-kai Lafalotta Zile de câine                                                                         | Gnervous Gnomey Yo-kai Lafalotta Dog Days                                                                         |                                                            |
| 13.01.2018   | 67         | Mai mulți Gnomey Majordomul Yo-kai al lui Katie                                                                        | Gnumerous Gnomey Katie's Yo-kai Butler                                                                            |                                                            |
| 14.01.2018   | 68         | Nodurosul Gnomey Yo-kai Nici-gând Pho-Nate                                                                             | Gnarly Gnomey Yo-kai Negasus Pho-Nate                                                                             |                                                            |
| 20.01.2018   | 69         | Noul Gnomey Yo-kai Mynimo Yo-kai Grumpies                                                                              | Gnew Guy Gnomey Yo-kai Mynimo Yo-kai Grumples                                                                     |                                                            |
| 21.01.2018   | 70         | Noul Gnomey: Examenul final Yo-kai Wotchagot Secretul lui Hidabat                                                      | Gnew Guy Gnomey: The Exam Episode Yo-kai Wotchagot Hidabat's Secret                                               |                                                            |
| *            | 71         | * | Gnew Guy Gnomey: The Love Episode A Yo-kai Holiday! The High-Fright Zone                                          |                                                            |
| 27.01.2018   | 72         | Yo-kai Greesel Yo-kai Bowminos Yo-kai No-Go Cart                                                                       | Yo-kai Greesel Yo-kai Bowminos Yo-kai No-Go Cart                                                                  |                                                            |
| 03.02.2018   | 73         | Yo-kai Irewig Yo-kai Mermaidyn Yo-kai Gush                                                                             | Yo-kai Irewig Yo-kai Mermaidyn Yo-kai Gush                                                                        |                                                            |
| 04.02.2018   | 74         | Oamenii de la țară încearcă pentru prima dată magazinul de electronice Faceți loc pentru Lil’ Swirlie Robonyan - tip F | Country Folk'll Try Anything Once: The Electronics Store Make Vroom for Lil' Swirlie Robonyan... Type-F!          |                                                            |
| 10.02.2018   | 75         | Oamenii de la țară încearcă pentru prima dată restaurantul de tăiței Yo-kai Shrook Yo-kai Chansin                      | Country Folk'll Try Anything Once: The Ramen Stand Yo-kai Shrook Yo-kai Chansin                                   |                                                            |
| 11.02.2018   | 76         | Oamenii de la țară încearcă pentru prima dată sala Yo-kai Rawry Pandle-monium                                          | Country Folk'll Try Anything Once: The Gym Yo-kai Rawry Pandle-monium                                             |                                                            |
|              |            | | |                                                            |

## Legături externe
- Ceasul Yo-kai la Internet Movie Database